# Régi zsidó temető (Frankfurt am Main, Rat-Beil-Straße)

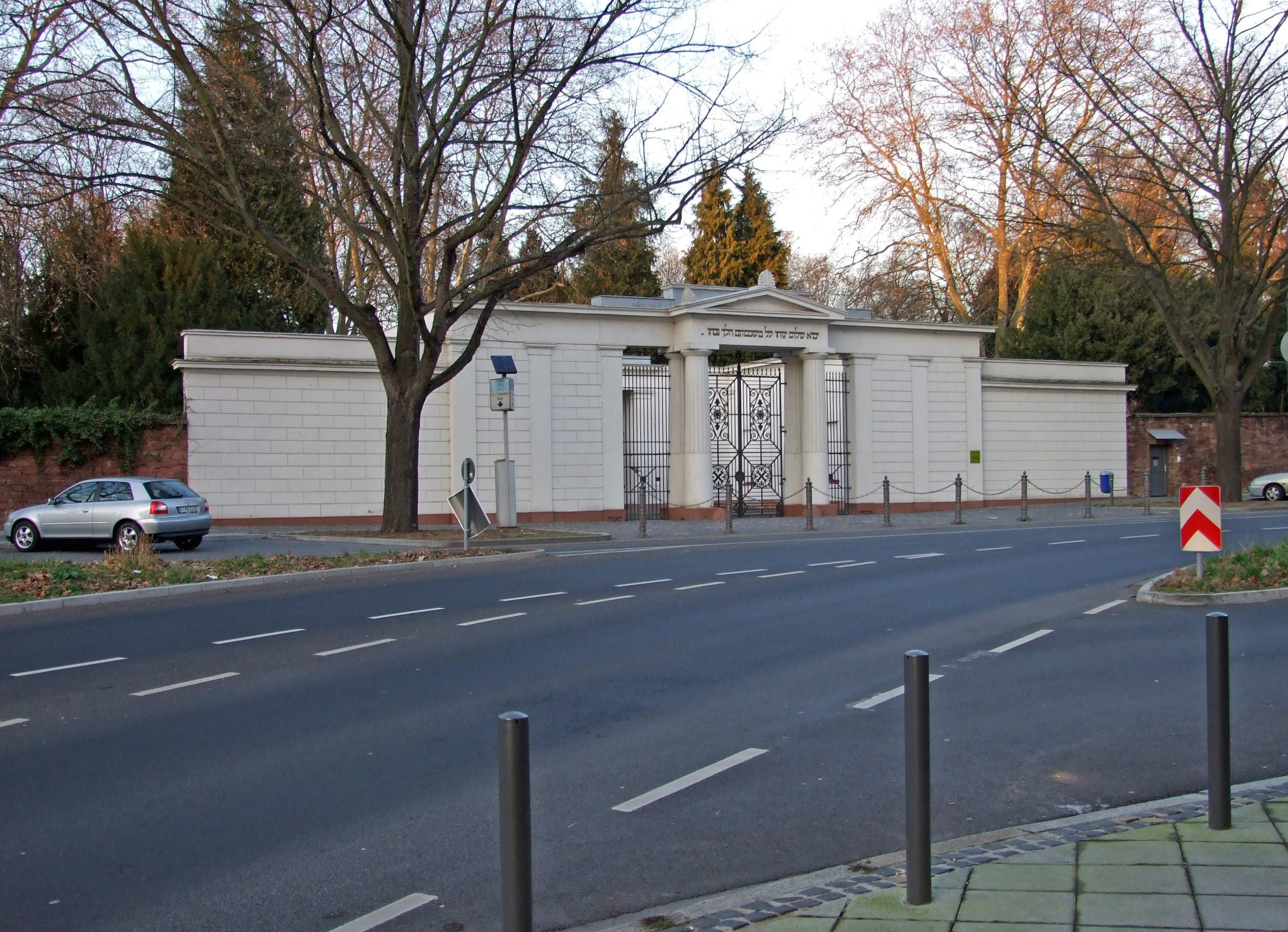
A Régi zsidó temető főbejárata

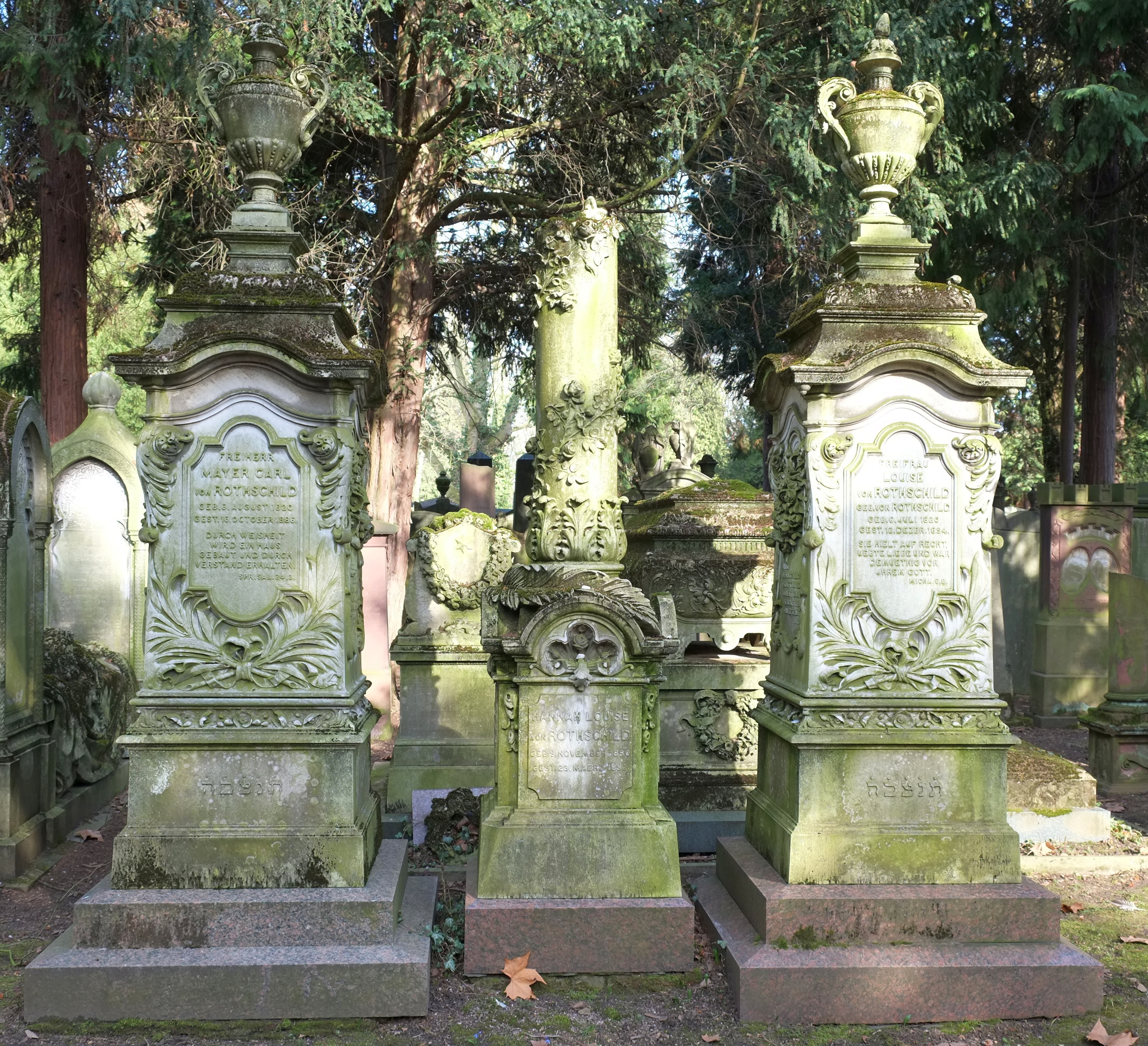
Mayer Carl és Louise von Rothschild síremléke

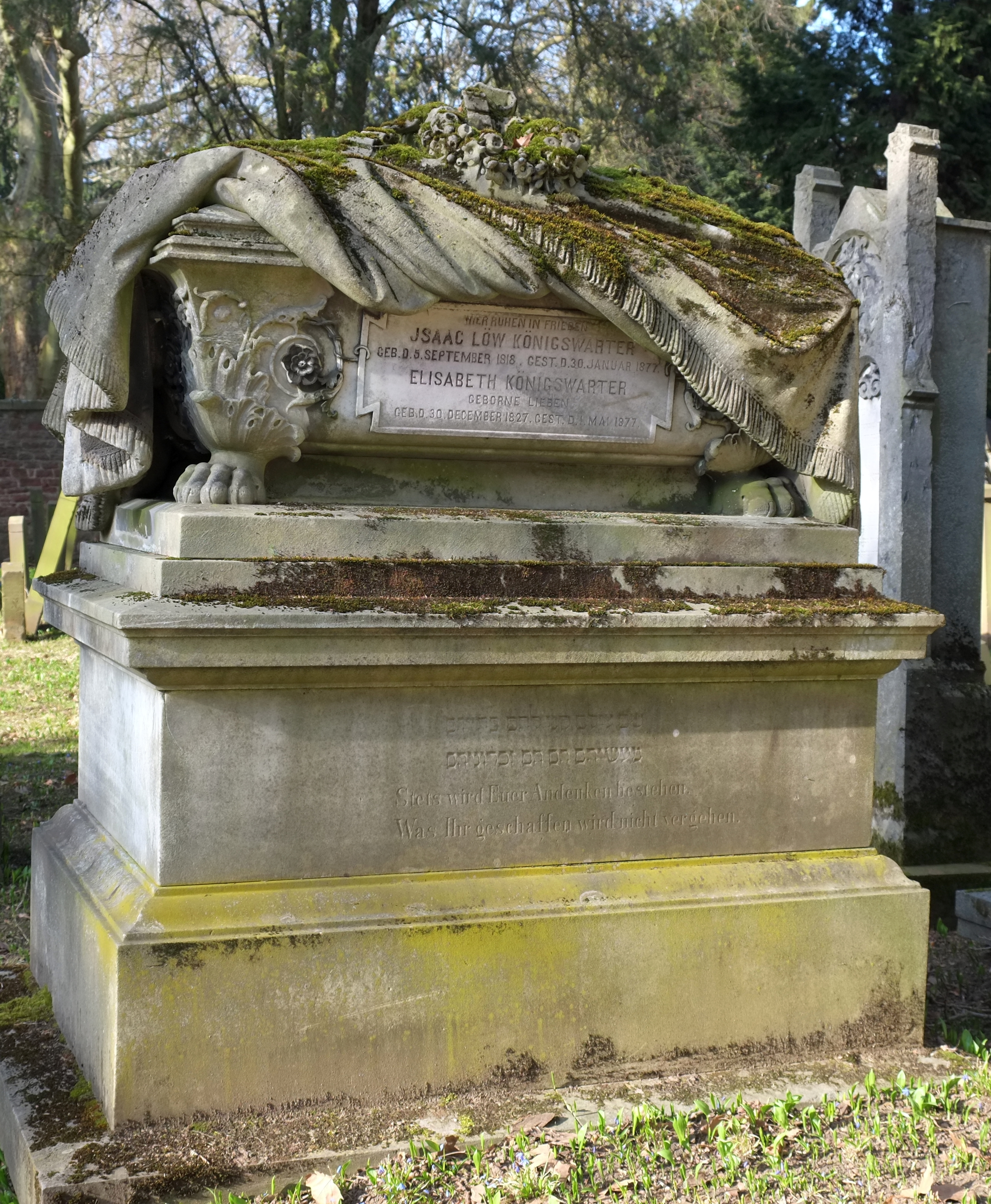
Königswarter sírja

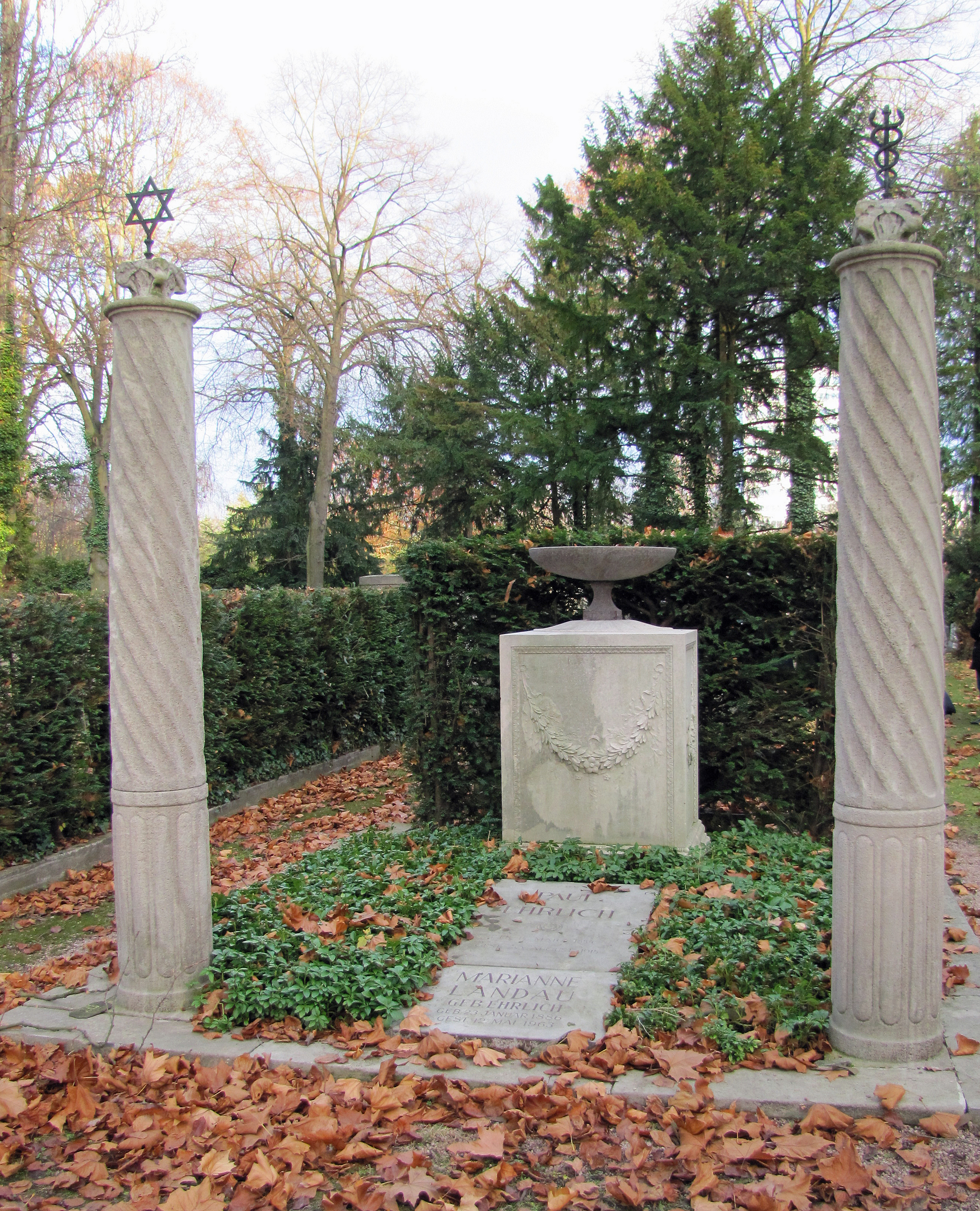
A Nobel-díjas Paul Ehrlich sírja

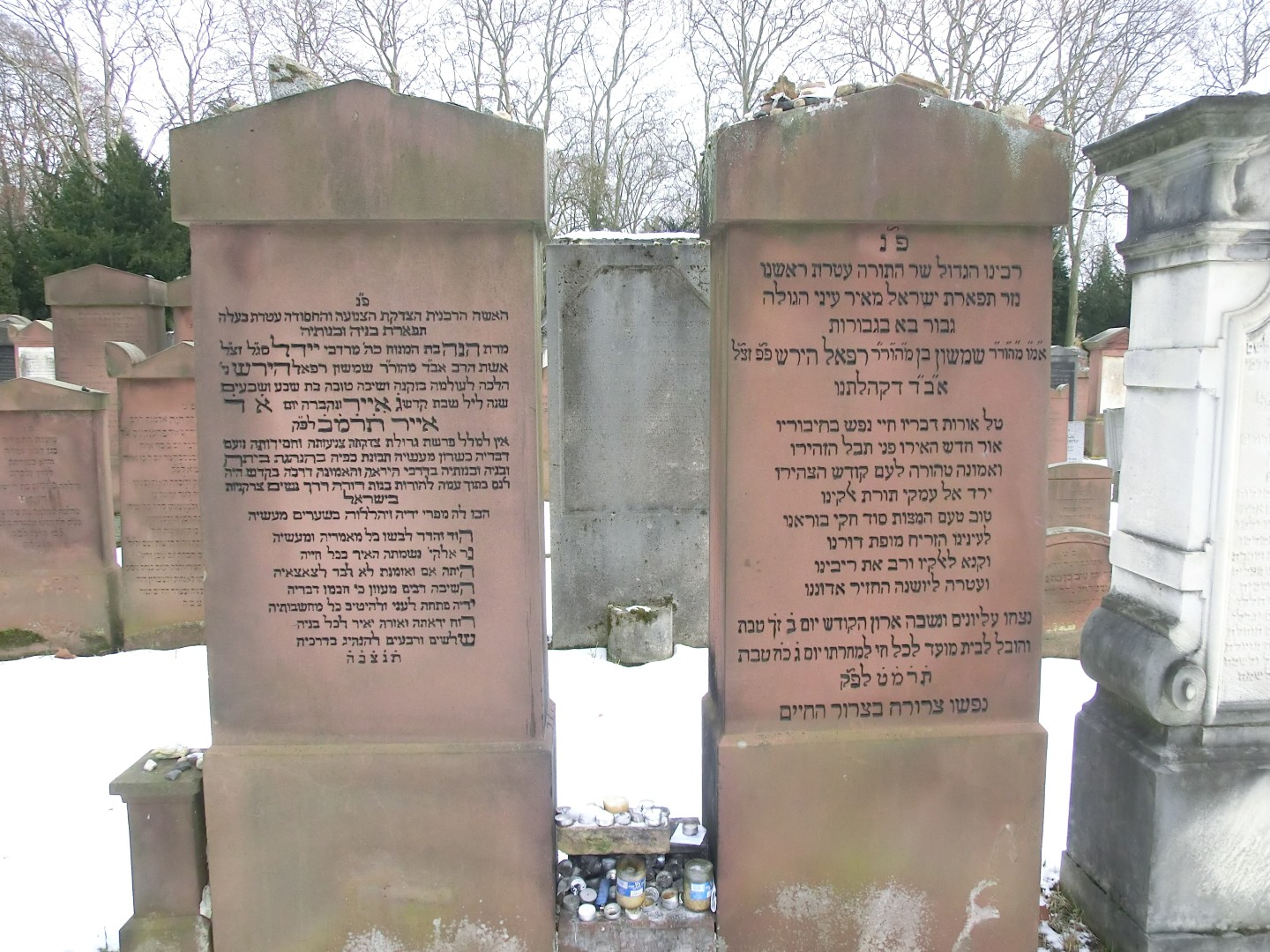
Samson Raphael Hirsch és feleségének sírkövei

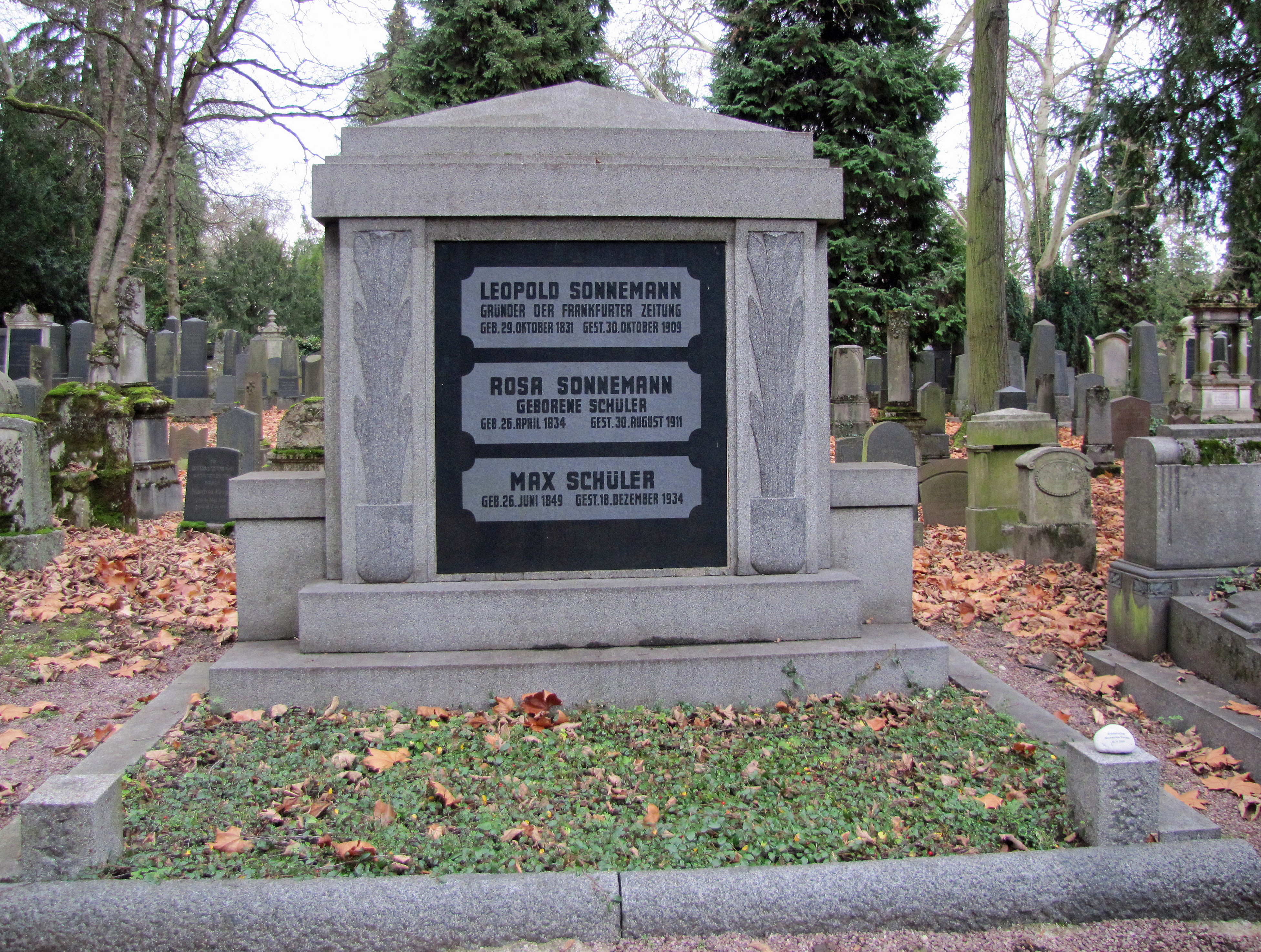
Leopold Sonnemann sírköve

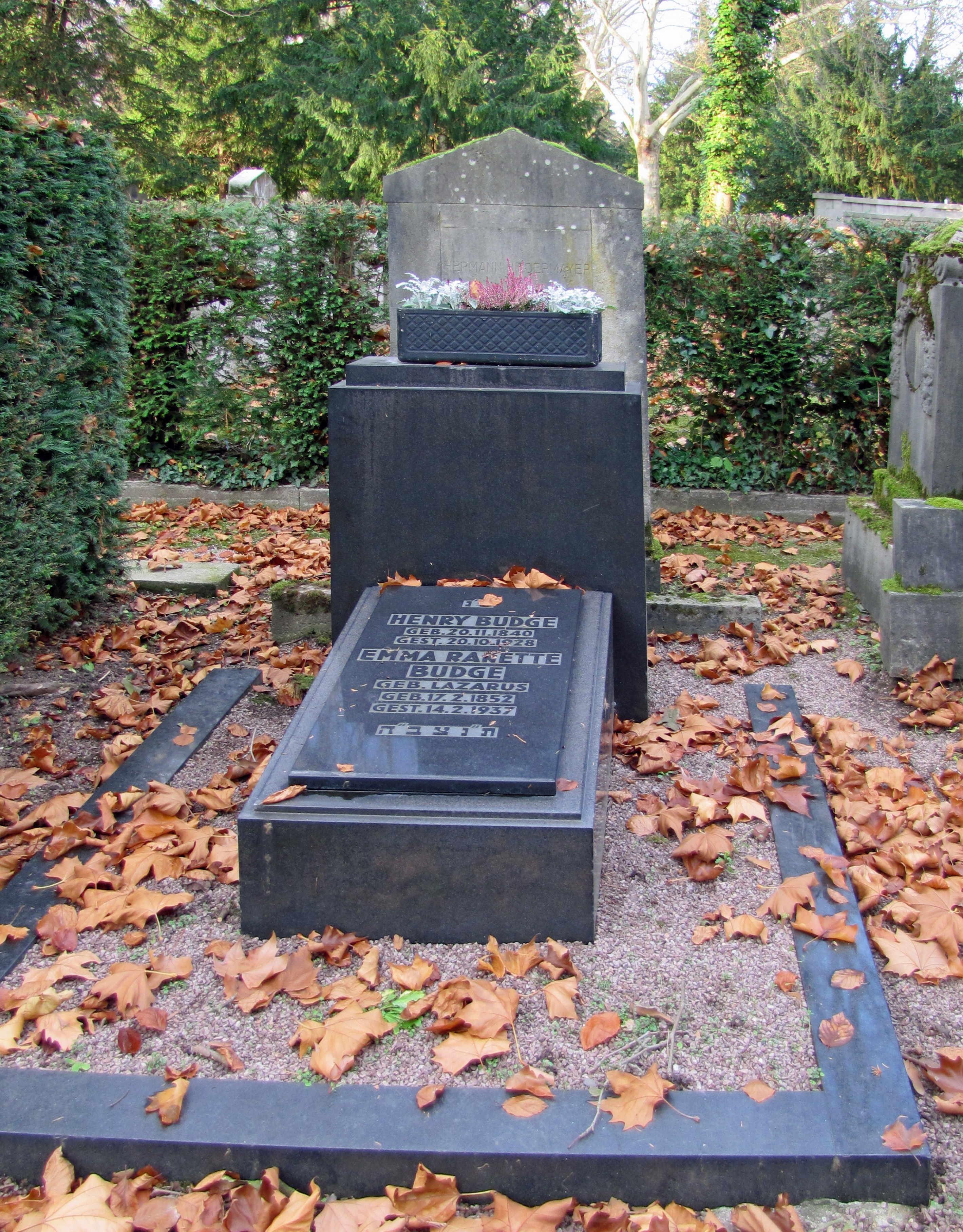
Emma és Henry Budge sírja

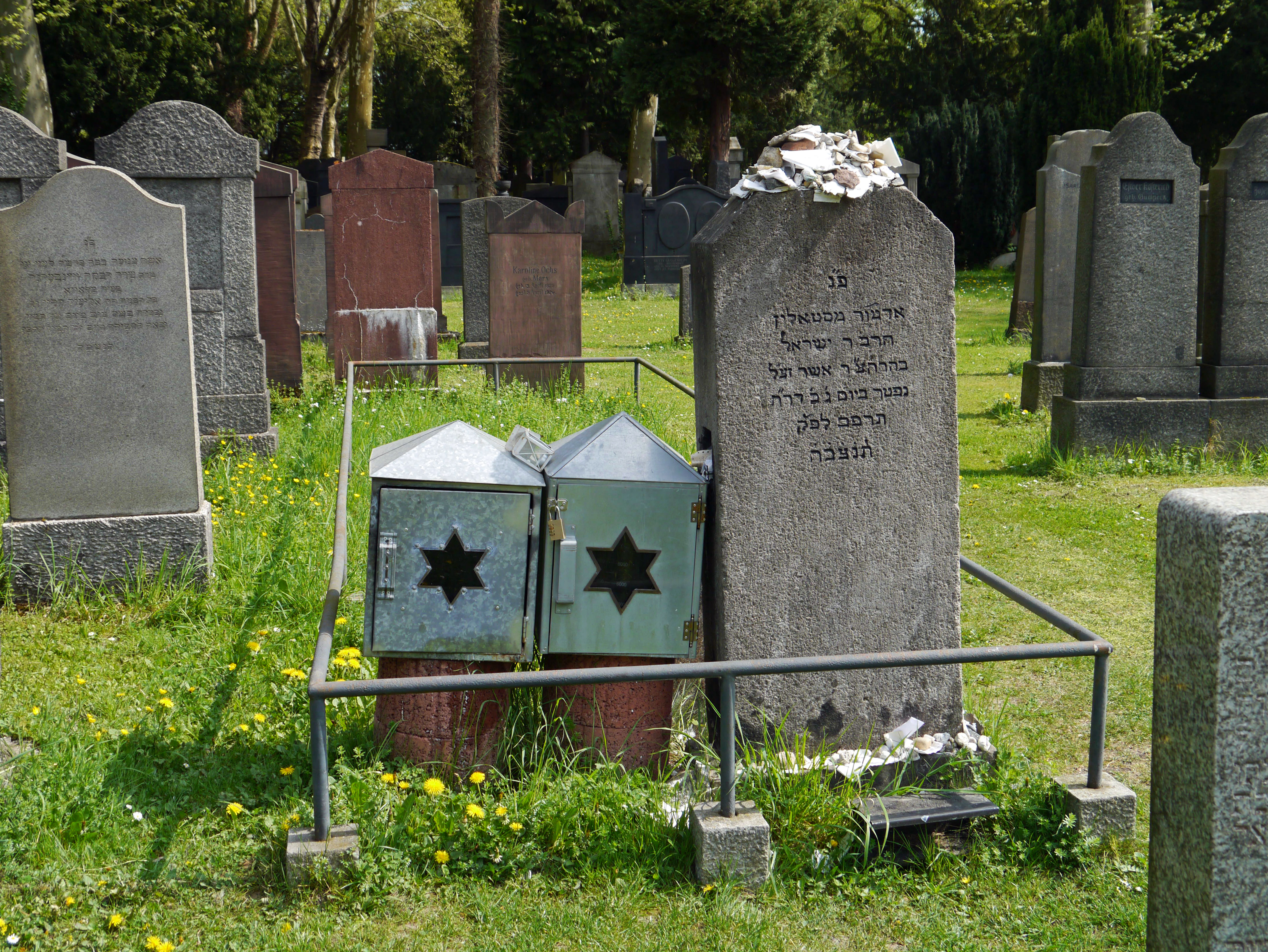
Israel von Stolin, a Frankfurter sírja

A Rat-Beil-Straße-n található Régi zsidó temető a legnagyobb a tizenkét zsidó temetkezési hely közül Frankfurt am Mainban. Akárcsak a frankfurti Központi temetőt, ezt is az akkori városhatárokon kívül alakították ki. 1828-ban nyitották meg, miután az egykori Frankfurter Judengasse (gettó) közelében lévő – a középkor óta használt – temetkezési helyet bezárták. Az utolsó temetés 1928. szeptember 18-án történt.
1928-ig csaknem 40 000 halott nyerte el végső nyughelyét a temetőben. Számos gazdagon díszített síremlék és híres személyiség sírja megtalálható itt, amelyek fontos kulturális értékét képviselnek. Miután 1929-ben bezárták a temetőt, megnyitották az Eckenheimer Landstraße-n az Új zsidó temetőt.

## Elhelyezkedése
A temető a Rat-Beil-Straße-n található Frankfurt Nordend városrészében. A nyugati oldalán a Központi temető kriptafalával határos. Az eredeti területe kilenc morgen (kb. 18.000 négyzetméter) volt. Az 1850-es és 1890-es években többször kibővítették, míg végül elnyerte mai méretét, a 73.831 négyzetmétert, és fallal kerítették körbe. A temetőt ma nyugatról, északról és északkeletről is a Központi temető határolja. Keleten a Friedberger Landstraßéval határos.

## Megközelítése
A temető eredeti bejáratát Friedrich Rumpf építész tervezte klasszicista stílusban, dór oszlopokkal. A bejárat feletti Architrávban a következő héber felirat olvasható:
Megpihennek nyugvóhelyükön mind, akik az igaz úton járnak
A főkapu közvetlenül a Központi temető kriptacsarnokával határos. A temetőbe ma már nem a főkapun keresztül lehet bejutni, hanem egy tőle körülbelül 50 méterre található vaskapun.

## Története
1821-ben a város megbízta Johann Adam Beil szenátort egy új, a város határain kívül kialakítandó temető megtervezésével. Mind a Peterskirchhof, mind az egykori Judengasse régi zsidó temetője túl kicsi lett, ami a túlzsúfoltság miatt fenntarthatatlan higiénés körülményekhez vezetett. Az új temetőben, amely ma határos az Eckenheimer Landstraßével, keresztény és zsidó részleg is kialakításra került. A temető kivitelezését Friedrich Rumpf építész és Sebastian Rinz városi kertész valósította meg. Az új temető végül 1828-ban nyílt meg.
Az eredeti területet időről időre kibővítették. A zsidó temető első bővítésére az 1850-es években, egy későbbire az 1890-es években került sor. 1876-ban a Samson Raphael Hirsch vezette ortodox Izraelita Vallási Társaság különvált a frankfurti reformzsidó közösségtől, és a temetőtől keletre saját temetkezési helyet alakítottak ki, azonban az idők folyamán a két temető területe összeolvadt.
Mivel a temetőt végül minden oldalról körülvette a Központi temető, már nem lehetett tovább bővíteni. 1929-ben, a temető csaknem százéves fennállását követően, felavatták az Új zsidó temetőt az Eckenheimer Landstraße-n, a Központi temetőtől északra.

### A síremlékek jellegzetességei
A Régi zsidó temetőben található sírok kialakítása részben eltér a többi zsidó temetőre jellemző hagyományos kinézettől. A temetkezések kezdetén a sírok nagy részét egyszerű stílusban tervezték. A 19. század folyamán azonban a szomszédos keresztény temető sírjaihoz hasonlóan, egyre pazarabb és pompásabb formát öltöttek.
Csupán az ortodox Izraelita Vallási Társaság maradt meg továbbra is a hagyományos stílusnál. Az önálló ortodox temető területe, amelyet 1876-ban alakítottak ki, az évek során összeolvadt a temető többi részével, de a sírkövek kinézete miatt a ma napig egyértelműen kivehető.

## Mai használata
Ma a temető területén mintegy 40 000 elhunyt síremléke található. 1928-ig rendszeresen temetkeztek ide, amíg a Eckenheimer Landstraßén lévő Új zsidó temetőt létre nem hozták. Ma is tartanak néha temetést a régi részen, de ezek kizárólag a már korábban idetemetett emberek közeli hozzátartozói vagy rokonai lehetnek.

## Ide temetett személyek
- Wilhelm Bonn (1843–1910), bankár és mecénás
- Breuer Salamon (1850–1926) rabbi
- Henry Budge (1840–1928) kereskedő és mecénás
- Emma Budge (1852–1937) műgyűjtő és mecénás, Henry Budge felesége
- Leopold Cassella (1766–1847) vállalkozó
- Paul Ehrlich (1854–1915) orvos, fiziológiai Nobel-díjas
- Salomon Fuld (1825–1911) ügyvéd és helyi politikus
- Charles Hallgarten (1838–1908) bankár
- Samson Raphael Hirsch (1808–1888) rabbi
- Horovitz Márkus (1844–1910) rabbi
- Joseph Johlson (1777–1851) reformpedagógus, teológus
- Isaac Löw Königswarter (1818–1877) bankár
- Isidor Kracauer (1852–1923) történész
- Nehemia Anton Nobel (1871–1922) rabbi
- Moritz Daniel Oppenheim (1800–1882) festő
- Bertha Pappenheim (1859–1936) nőjogi aktivista
- Saul Pinchas Rabbinowicz (1845–1910) író
- Amschel Mayer von Rothschild (1773–1855) bankár és mecénás
- Gutle Rothschild (1753–1849) Mayer Amschel Rothschild bankár felesége
- Hannah Luise von Rothschild (1850–1892) mecénás
- Louise von Rothschild (1820–1894) mecénás
- Mathilde von Rothschild (1832–1924) mecénás
- Mayer Carl von Rothschild (1820–1886), bankár és politikus
- Wilhelm Carl von Rothschild (1828–1901) bankár és mecénás
- Heinrich Schwarzschild (1803–1878) orvos és költő
- Max Schüler (1849–1934) a düsseldorfi iskola német portréfestője
- Max Seckbach (1866–1922) építész
- Leopold Sonnemann (1831–1909) a Frankfurter Zeitung  alapítója és kiadója
- Georg Speyer (1835–1902) bankár
- Theodor Stern (1837–1900) bankár, helyi politikus
- Israel von Stolin (1868–1921) rabbi

## Fordítás
- Ez a szócikk részben vagy egészben  az   Alter jüdischer Friedhof Rat-Beil-Straße című német Wikipédia-szócikk ezen változatának fordításán alapul.  Az eredeti cikk szerkesztőit annak laptörténete sorolja fel. Ez a jelzés csupán a megfogalmazás eredetét és a szerzői jogokat jelzi, nem szolgál a cikkben szereplő információk forrásmegjelöléseként.